# Sergiolus lowelli
Sergiolus lowelli är en spindelart som beskrevs av Chamberlin och Angus Munn Woodbury 1929. Sergiolus lowelli ingår i släktet Sergiolus och familjen plattbuksspindlar. Inga underarter finns listade i Catalogue of Life.